# 大牟田ラーメン

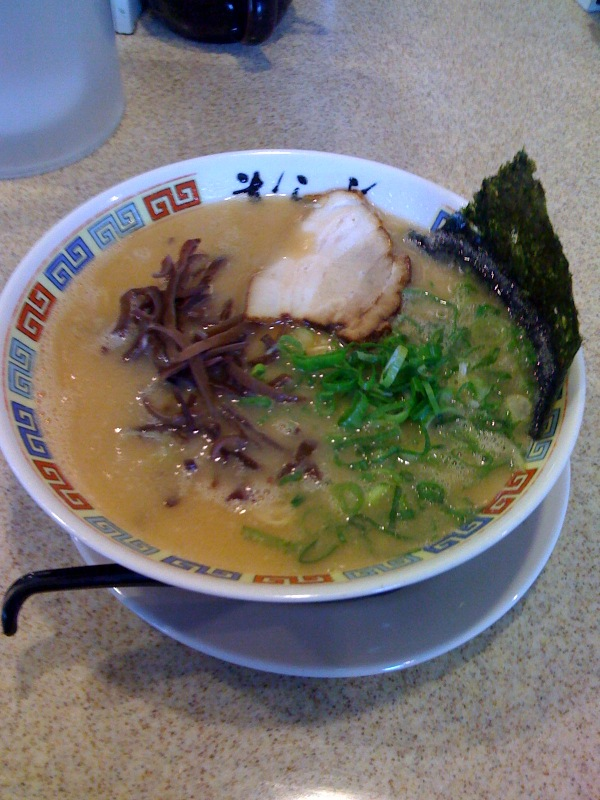
大牟田ラーメンの一例

大牟田ラーメン（おおむたラーメン）は、福岡県大牟田市を中心に提供されている豚骨ラーメン。

## 概要
大牟田市では、濃厚な白濁豚骨スープのラーメンと、あっさりとして少し透明感のあるスープのラーメンが共存しており、福岡県内では類を見ないことが特徴として挙げられる。また、福岡県久留米市で誕生した豚骨スープのラーメン、いわゆる久留米ラーメンは九州各地のラーメンの源流となっているが、大牟田ラーメンは久留米ラーメンとは異なる独自の経路で誕生している。
大牟田ラーメンの知名度は高くない。大牟田市の地元新聞である有明新報が2012年（平成24年）11月7日に大牟田市内の老舗ラーメン店の若手を集めて特集記事を組んだが、大牟田ラーメンは博多ラーメン、久留米ラーメン、熊本ラーメンのようにカテゴリーが確立されておらず、「その他」に分類されていた。

## 歴史
第二次世界大戦終戦後、国策として傾斜生産方式が採用され、石炭産業や鉄鋼産業への優先的な資本投入が行われた。三井三池炭鉱のある大牟田市へも全国各地から職を求めて多くの人々が訪れていた。実際、1945年（昭和20年）に約12万人だった大牟田市の人口は、5年後の1950年（昭和25年）には19万人超と急増している。
そんな人口が急増している1949年（昭和24年）に、「岡山から来た」という電動製麺機を携えた4、5人の素性不明の男たち（ラーメン職人3人に麺職人1人、ラーメン職人2人に麺職人1人とも）が、国鉄大牟田駅（現JR大牟田駅）前に屋台を構えたのが、大牟田の豚骨ラーメンの誕生だと言われている。炭鉱で栄える大牟田市で一山当てようとしてこの男たちは大牟田市にやって来たと考えられている。男たちは、1952年（昭和27年）から1953年（昭和28年）頃には岡山に帰ったと伝えられるが、男たちと関わりを持った人たちが、屋台や店舗でラーメンを提供し続け、戦後復興のエネルギーに満ちた大牟田市の住人の胃袋を満たし続け、やがて故郷の味として定着していった。
大牟田市内でも老舗のラーメン専門店「東洋軒」の初代・宮川光義は、男たちからラーメン作りを教わった1人で、1951年（昭和26年）から屋台で営業を始めている。市内で大内田製麺を営んでいた大内田貞夫は男の1人からラーメンの麺の作り方を教わっている。

### 食堂系ラーメン
一方、大牟田市には、定食類やかき氷、うどん類を提供する「○○食堂」といった店で提供される、あっさりとして少し透明感のあるスープとチャンポン麺を組み合わせたラーメンがある。大牟田食堂系ラーメンとも呼ばれるこのラーメンも、終戦直後に産まれたと考えられている。うどん店や食堂でラーメンを提供するようになった経緯は、戦後の品不足や長崎ちゃんぽんのある長崎が近いことが影響されるのではないかと考えられているが、詳細は定かではない。なお、前述の大内田製麺でも1953年（昭和28年）以前からうどん、そうめん、ちゃんぽん麺は製造していた。
大牟田市での人気うどん店「白瀧屋」の場合、鶏がらや豚骨は使用されておらず、フライパンで具材を炒めて12種類の魚介類から採った出汁を入れて煮詰め、チャンポン麺と合わせて作られる。

## 大牟田ラーメン会
2013年（平成25年）、「東洋軒」3代目の江崎大宗が、九州新幹線の全線開業を機に大牟田ラーメンの知名度を上げるため、市内のラーメン店の若手と共に結成した。同年3月16日に行われた、新大牟田駅観光プラザのオープン記念イベントで開催された「Bグル★サミット」に参加した。
2014年（平成26年）には、道の駅おおむたの物産販売所「花ぷらす館」で大牟田ラーメンの即席麺を販売した。麺にはラー麦が100%使用されている。

## 代表的な店舗
東洋軒
1951年（昭和26年）創業。2019年（平成31年／令和元年）時点で現存する店舗としては大牟田最古のラーメン店である。
光華園
便所ラーメンの愛称で親しまれている。店舗の横に公衆便所があったことに由来するもの。タクシーを利用する場合、店名を告げるよりも便所ラーメン、便所横ラーメンの方がドライバーに理解されやすいのではないかとも言われている。